# Dallas-Fort Worth Film Critics Association
La Dallas-Fort Worth Film Critics Association è un'associazione composta da vari critici cinematografici di radio, TV e web con sede nella Dallas-Fort Worth Metroplex, Stati Uniti, che annualmente, in dicembre, premia il mondo del cinema con i Dallas–Fort Worth Film Critics Association Awards.
L'organizzazione ha iniziato a presentare i suoi premi annuali nel 1993.

## Categorie del premio attuali
- Miglior film
- Migliori 10 film dell'anno
- Miglior regista
- Miglior attore
- Miglior attrice
- Miglior attore non protagonista
- Miglior attrice non protagonista
- Miglior fotografia
- Miglior documentario
- Miglior film straniero
- Miglior film d'animazione
- Miglior sceneggiatura
- Miglior colonna sonora
- Miglior film del decennio (ogni 10 anni)

### Premi onorari
- Premio Russel Smith per il miglior film indipendente a basso budget